# Luigi Bobbio (politologo)
Luigi Bobbio (Torino, 16 marzo 1944 – Torino, 9 ottobre 2017) è stato un politologo italiano.

## Biografia
Figlio del filosofo Norberto Bobbio, è stato autore e ricercatore di scienze politiche, professore ordinario in Scienza politica nell'Università di Torino, esperto di analisi delle politiche pubbliche, del rapporto tra amministrazione locale e statale e di processi decisionali dell'apparato statale.
Fu un "leader" del movimento studentesco a Torino nel Sessantotto; dopo aver militato nel Partito Socialista Italiano di Unità Proletaria (PSIUP) è poi stato fondatore ed esponente di Lotta Continua, sulla quale, nel 1979, scrisse il libro "Lotta Continua - Storia di un'organizzazione rivoluzionaria".
Dal 2000 ha insegnato come professore associato presso l'Università di Torino (dal 2005 come ordinario).

## Pubblicazioni
Fu autore di numerosi libri e testi, tra cui:
- Lotta Continua. Storia di un'organizzazione rivoluzionaria. Dalla fondazione del partito al congresso di «autoscioglimento» di Rimini, Roma, Savelli, 1979. - Collana Presenze, Feltrinelli, Milano, 1988, ISBN 88-07-11019-9.
- Le politiche dei beni culturali in Europa, Bologna, Il Mulino, 1992.
- Di questo accordo lieto. Sulla risoluzione negoziale dei conflitti ambientali, 1994.
- La democrazia non abita a Gordio. Studio sui processi decisionali politico-amministrativi, Milano, Franco Angeli, 1996.
- Terzo rapporto sulle priorità nazionali: quale federalismo per l'Italia? Fondazione Rosselli; contributi di Luigi Bobbio, Milano, Mondadori, 1997
- Perché proprio qui? Grandi opere e opposizioni locali, a cura di Luigi Bobbio e Alberico Zeppetella, Milano, Franco Angeli, 1999
- A più voci. Amministrazioni pubbliche, imprese, associazioni e cittadini nei processi decisionali inclusivi, Roma, Edizioni Scientifiche Italiane, 2004
- Le arene deliberative (2002), su Rivista italiana di politiche pubbliche n. 3.
- I governi locali nelle democrazie contemporanee, Roma, Laterza, 2004.
- Come smaltire i rifiuti. Un esperimento di democrazia deliberativa (2002) in Stato e Mercato, n.64, aprile 2002
- Smaltimento dei rifiuti e democrazia deliberativa (2002) Università di Torino, Dipartimento di Studi Politici, Working Papers n.1
- Reti infrastrutturali, reti decisionali e rappresentanza nell'Unione Europea, (2001) con Massimo Morisi in Teoria Politica, n.1, ed. Franco Angeli
- Crisi urbane: che cosa succede dopo? Le politiche per la gestione della conflittualità legata ai problemi dell'immigrazione. (2000), IRES, Working paper n. 135
- Produzione di politiche a mezzo di contratti nella pubblica amministrazione italiana (2000) in Stato e Mercato, n.58
- Conflitti territoriali: sei interpretazioni (archiviato dall'url originale il 4 marzo 2016) (2011) in TeMA, n. 4/11